# 이지스 바우베르지
이지스 바우베르지(Ísis Valverde, 1987년 2월 17일 ~ )는 브라질의 배우이다.